# Mistrzostwa Polski w Narciarstwie Alpejskim 2018
Mistrzostwa Polski w Narciarstwie Alpejskim 2018 – edycja mistrzostw Polski w narciarstwie alpejskim, zorganizowana w dniach od 27 lutego do 1 marca w Szczyrku w celu wyłonienia medalistów mistrzostw Polski na rok 2018. Rozegrano zawody w slalomie, slalomie gigancie, supergigancie i superkombinacji.

## Wyniki

### Mężczyźni

#### Slalom gigant
| Miejsce | Imię i nazwisko  | Czas    | Strata |
| ------- | ---------------- | ------- | ------ |
| 1.      | Maciej Bydliński | 2:22,68 | –      |
| 2.      | Paweł Pyjas      | 2:23,07 | +0,39  |
| 3.      | Michał Michalik  | 2:23,51 | +0,83  |

#### Slalom
| Miejsce | Imię i nazwisko  | Czas    | Strata |
| ------- | ---------------- | ------- | ------ |
| 1.      | Paweł Pyjas      | 1:50,38 | –      |
| 2.      | Adam Chrapek     | 1:50,58 | +0,20  |
| 3.      | Maciej Bydliński | 1:50,69 | +0,31  |

#### Supergigant
| Miejsce | Imię i nazwisko  | Czas    | Strata |
| ------- | ---------------- | ------- | ------ |
| 1.      | Maciej Bydliński | 1:16,29 | –      |
| 2.      | Adam Chrapek     | 1:16,35 | +0,06  |
| 3.      | Szymon Bębenek   | 1:16,77 | +0,48  |

#### Superkombinacja
| Miejsce | Imię i nazwisko  | Czas    | Strata |
| ------- | ---------------- | ------- | ------ |
| 1.      | Maciej Bydliński | 2:06,34 | –      |
| 2.      | Adam Chrapek     | 2:07,24 | +0,90  |
| 3.      | Szymon Bębenek   | 2:08,24 | +1,90  |

### Kobiety

#### Slalom gigant
| Miejsce | Imię i nazwisko  | Czas    | Strata |
| ------- | ---------------- | ------- | ------ |
| 1.      | Katarzyna Wąsek  | 2:27,39 | –      |
| 2.      | Magdalena Łuczak | 2:27,81 | +0,42  |
| 3.      | Zuzanna Czapska  | 2:29,03 | +1,64  |

#### Slalom
| Miejsce | Imię i nazwisko  | Czas    | Strata |
| ------- | ---------------- | ------- | ------ |
| 1.      | Magdalena Łuczak | 1:47,05 | –      |
| 2.      | Katarzyna Wąsek  | 1:48,41 | +1,36  |
| 3.      | Julia Włodarczyk | 1:51,57 | +4,52  |

#### Supergigant
| Miejsce | Imię i nazwisko | Czas    | Strata |
| ------- | --------------- | ------- | ------ |
| 1.      | Daria Krajewska | 1:18,34 | –      |
| 2.      | Katarzyna Wąsek | 1:18,59 | +0,25  |
| 3.      | Zofia Zdort     | 1:19,86 | +1,52  |

#### Superkombinacja
| Miejsce | Imię i nazwisko | Czas    | Strata |
| ------- | --------------- | ------- | ------ |
| 1.      | Katarzyna Wąsek | 2:11,57 | –      |
| 2.      | Daria Krajewska | 2:11,59 | +0,02  |
| 3.      | Zuzanna Czapska | 2:14,95 | +3,38  |

## Klasyfikacja medalowa

### Mężczyźni
| Miejsce | Imię i nazwisko  | Złoto | Srebro | Brąz |
| ------- | ---------------- | ----- | ------ | ---- |
| 1.      | Maciej Bydliński | 3     | 0      | 1    |
| 2.      | Paweł Pyjas      | 1     | 1      | 0    |
| 3.      | Adam Chrapek     | 0     | 3      | 0    |
| 4.      | Szymon Bębenek   | 0     | 0      | 2    |
| 5.      | Michał Michalik  | 0     | 0      | 1    |

### Kobiety
| Miejsce | Imię i nazwisko  | Złoto | Srebro | Brąz |
| ------- | ---------------- | ----- | ------ | ---- |
| 1.      | Katarzyna Wąsek  | 2     | 2      | 0    |
| 2.      | Magdalena Łuczak | 1     | 1      | 0    |
| 2.      | Daria Krajewska  | 1     | 1      | 0    |
| 4.      | Zuzanna Czapska  | 0     | 0      | 2    |
| 5.      | Zofia Zdort      | 0     | 0      | 1    |
| 5.      | Julia Włodarczyk | 0     | 0      | 1    |